# Brad Meltzer
Brad Meltzer (1 de abril 1970) es un novelista Americano, escritor de no ficción, creador de programas de televisión y premiado autor de cómics. Sus novelas abarcan los géneros de thriller político, thriller legal y conspiraciones ficticias. También ha escrito cómics de superhéroes para DC Cómic y series de biografías cortas sobre personas de renombre para jóvenes.

## Primeros años
Se crio en Brooklyn, Nueva York, y luego se trasladó al sur de Florida, donde se graduó de la preparatoria North Miami Beach Senior High en 1988. Obtuvo el título de la Universidad de Míchigan, convirtiéndose en el primero de su familia inmediata en asistir a una Universidad durante cuatro años. 
En 1993, Meltzer vivía en Beacon Hill, Boston, Massachusetts, con su compañero Judd Winick quien trabajaba como guionista de cómics. En ese momento Meltzer compaginaba su trabajo en el departamento de ventas en Games Magazine mientras escribía por las noches su primera novela. Meltzer se graduó de la escuela de leyes de Columbia, y fue seleccionado para publicar en la prestigiosa Revista de Derecho de Columbia.

## Carrera
De acuerdo con su sitio web, su primera novela, Fraternity, obtuvo 24 cartas de rechazo, pero luego vendió su segunda novela,The Tenth Justice, mientras estudiaba Derecho.
En 1994, coescribió el juramento original que prestan los miembros de AmeriCorps y que han pronunciado los Presidentes Bill Clinton y George W. Bush.
En 1996, Meltzer creó uno de los primeros sitios web de autores para su primera novela publicada, The Tenth Justice (La décima justicia).
A lo largo de los años, todos los thrillers de Meltzer han entrado en la lista de los más vendidos de The New York Times y The Hollywood Reporter lo ha incluido en su lista de "Autores más poderosos de Hollywood".
Además de sus novelas, fue el cocreador de la serie de televisión Jack & Bobby, que duró una temporada (2004-2005) en la cadena de televisión WB.
Él siguió la carrera del director Kevin Smith en Green Arrow de DC Comics y creó un arco argumental de seis números para Green Arrow #16-21 de DC Comics (octubre de 2002 - abril de 2003)., y en 2004 la polémica miniserie Crisis de Identidad. Meltzer fue uno de los muchos guionistas y artistas que colaboraron en Superman/Batman #26 (junio de 2006), un libro homenaje dedicado a Sam Loeb, hijo del guionista Jeph Loeb, fallecido de cáncer en 2005 a la edad de 17 años. Meltzer guionizó las páginas 11-12 y 19 del cómic.
Él asumió las tareas de guionista de la nueva serie mensual Justice League of America durante 13 números, que comenzaron con el número 0 el 19 de julio de 2006 y el número 1 un mes después. Meltzer y el dibujante Gene Ha recibieron el Premio Eisner 2008 al Mejor Número Único (o One-Shot) por su trabajo en el número 11 de la serie. El premio fue entregado por Samuel L. Jackson y Gabriel Macht. 
En septiembre de 2006, participó en un grupo de trabajo con la CIA, el FBI, varios psicólogos y personal de inteligencia del Departamento de Seguridad Nacional para idear nuevas formas en que los terroristas podrían atacar Estados Unidos.
En 2008, se anunció que Meltzer escribiría un arco del cómic de la octava temporada de Buffy the Vampire Slayer de Joss Whedon para Dark Horse Comics. Más tarde, Whedon aparecería como él mismo, junto a Brian K. Vaughan y Damon Lindelof, en el tráiler de The Book of Lies, publicado por Meltzer en 2008. Whedon, Vaughan y Lindelof se retratan a sí mismos como teóricos de la conspiración que creen en el llamado "Libro de las Mentiras" que, en la novela de Meltzer, conecta la historia original del asesinato (Caín y Abel) con el asesinato del padre de Jerry Siegel, poco antes de la concepción del icónico personaje de Superman. En 2010, Meltzer escribió los números 32-35 de la octava temporada de Buffy Cazavampiros.
En mayo de 2010 publicó su primer libro de no ficción, Heroes For My Son, en el que había trabajado durante casi una década, desde la noche en que nació su primer hijo. El libro forma parte de un acuerdo de dos libros con su editorial. En una entrevista de mayo de 2010, Meltzer declaró que estaba trabajando en Heroes for My Daughter. El libro es una colección de historias de la vida de 52 personas, como Jim Henson, Rosa Parks y el Sr. Rogers, y fue escrito con la intención de presentárselo algún día a su hijo, que entonces tenía ocho años. Debutó en el número 2 de la lista de libros más vendidos de The New York Times.
Mientras realizaba la investigación para su novela de 2011, The Inner Circle, el expresidente de Estados Unidos George H. W. Bush le entregó una copia de la carta secreta que había dejado en el escritorio del Despacho Oval para Bill Clinton.

## Vida personal
Meltzer vive en Florida con su esposa, una abogada. Tienen dos hijos y una hija. Brad es judío, según su cuenta verificada de Twitter.
- Datos: Q896846
- Multimedia: Brad Meltzer / Q896846